# Schwarze Jungfrauen
Schwarze Jungfrauen ist ein Stück von Günter Senkel und Feridun Zaimoglu entstanden als Auftragsarbeit von Şermin Langhoff für das von ihr entwickelte und kuratierte Theaterfestival beyond belonging – migration hoch zwei. Im Rahmen dieses Festivals fand die Uraufführung am 17. März 2006 im Hebbel am Ufer in Berlin statt. Es gehörte zu den „meistdiskutierten Theatertexten des Jahres 2006“ und erfuhr bis heute zahlreiche Inszenierungen sowie eine Hörspielbearbeitung. Im März 2010 wurde die Uraufführung nach vier Jahren wiederaufgenommen im Ballhaus Naunynstraße.
Nach Angaben der Autoren beruht der Theatertext auf zugespitzten Interviews, die mit „Neomosleminnen“ geführt worden seien.

## Handlung
Das Stück ist monologisch aufgebaut und bietet Einblick in das Leben von 10 zumeist kopftuchtragenden muslimischen Frauen, z. B. „die Bosnierin“, „das Partymädchen“ oder „die Konvertierte“. Dabei wird radikales bis „widerwärtiges“ (Zaimoglu) Gedankengut, z. B. Antisemitismus, deutlich, aber auch das verallgemeinernde westliche Bild der kopftuchtragenden Unterdrückten zerschlagen.

## Details
Dem Autor zufolge beschäftigt sich das Stück mit einer „Minderheit in der Minderheit in der Minderheit“, womit er darauf hinweist, dass schon die orthodoxen Muslime in Deutschland verhältnismäßig rar gesät sind. Die Ultraorthodoxen stellen innerhalb dieser Minderheit eine noch kleinere Gruppe dar.
Iris Alanyali verortet das Stück in der direkten Nachbarschaft der „Vagina-Monologe“ Eve Enslers. Schwarze Jungfrauen in der Inszenierung Neco Çeliks war ein Erfolg und wurde unter anderem an die „Stücke-Tage“ in Mülheim an der Ruhr sowie zum aua wir leben in Bern eingeladen. Die Uraufführung war mit Katja Zinsmeister, Nermin Uçar, Pegah Ferydoni, Melek Erenay und Pinar Erincin besetzt. Eine Wiederaufnahme mit denselben Schauspielern fand im März 2010 im Ballhaus Naunynstraße statt. Das Bühnenbild stammte von Mascha Mazur. Ein Stückabdruck befand sich 2006 in Theater heute. In Österreich hatte das Stück 2007 unter der Regie von Lars-Ole Walburg am Burgtheater Premiere.

## Kritiken
„... in der Berliner Schaubühne, oder früher in der hippen Baracke des Deutschen Theaters, könnte man damit vermutlich jugendlich jubelnde Säle füllen. Das Stück macht Spaß, kein Kopfweh. Denn es handelt von ziemlich coolen Frauen“, schrieb Die Welt 2007 über die Premiere.
Zu einer beachteten Aufführung von nur fünf Monologen durch das Westfälische Landestheater (2006/2007), bei der Günfer Çölgeçen und Charis Nass unter Christian Scholze sämtliche Rollen spielten, hieß es seitens der taz „Radikalisierung ist für die ‚Schwarzen Jungfrauen‘ die einzige Möglichkeit, ihre Sehnsüchte auszuleben - nicht passiv zu bleiben, nach weiblicher Selbstbestimmung zu suchen. Respekt für die beiden Schauspielerinnen.“ und Theater heute schrieb: „Sex und Islam, das sind gleich zwei scharfe Dinger auf einmal“. Der Westfälische Anzeiger sah gerade in dieser Inszenierung „bei allem harten Stoff auch Temperament und Witz“ Edda Breski rezensierte auch die fünf 2009 unter dem Titel Schwarze Jungfrauen II – Die Sehnsucht brennt sich in mein Herz im Rahmen des Duisburger Akzente-Festival aufgeführten verbleibenden Monologe für den Westfälischen Anzeiger als „bemerkenswertes Stück Theater“. Das Autorenteam habe „die Worte (der Schwarzen Jungfrauen) in eine kraftvolle Sprache gegossen, in vor Wut und Ekel schwirrende Sätze, denen die überstürzte, leidenschaftliche Rede ihrer Urheberinnen teilweise noch anhaftet; in hasserfüllte Tiraden und in poetische Lobpreisung Gottes, in eine leidenschaftliche, archaische Liebesbekundung zum Allerhöchsten.“ Die Texte „verstören, verwundern, erschrecken“ nach Ansicht der Rezensentin. Die als eigenständiges Theaterstück angelegte Inszenierung fügte eine Person in das Ensemble ein, die der Originaltext nicht vorsieht. Ein 14-jähriges Mädchen, das den Älteren dient, ist nicht nur Beobachterin der Szenerie, „sondern setzt auch Kontrapunkte“.

## Hörspiel
Leonhard Koppelmann adaptierte das Stück 2007 als Hörspiel und beschränkte sich dabei auf sechs Episoden. Es sprechen unter anderen Maren Eggert, Katharina Schubert, Iris Minich und Anne Weber. Die Ursendung fand am 2. April 2008 auf NDR Kultur statt, begleitet von einer sich anschließenden Gesprächsrunde mit Avi Primor, Katajun Amirpur und Zaimoglu. Eine CD-Veröffentlichung wurde vom NDR angekündigt.
„Provokantes geben sie zu Protokoll (...) junge Musliminnen. Sie fühlen sich zugehörig zur deutschen Gesellschaft; zugleich bekämpfen sie sie. Gemeinsam ist ihnen: Radikalität“, äußerte sich die Hörzu 2008 zur Ursendung der Hörspielbearbeitung.

## Einzelbelege
1. ↑  Archivierte Kopie (Memento des Originals vom 29. September 2009 im Internet Archive)  Info: Der Archivlink wurde automatisch eingesetzt und noch nicht geprüft. Bitte prüfe Original- und Archivlink gemäß Anleitung und entferne dann diesen Hinweis.
2. ↑  Hörspielfassung Ursendung, Gesprächsrunde mit Avi Primor, Katajun Amirpur und Zaimoglu, 2. April 2008, NDR Kultur
3. ↑  http://www.ballhausnaunynstrasse.de/index.php?id=21&evt=185&L=@1@2Vorlage:Toter+Link/www.ballhausnaunynstrasse.de+(Seite+nicht+mehr+abrufbar,+festgestellt+im+Mai+2019.+Suche+in+Webarchiven) Datei:Pictogram+voting+info.svg Info:+Der+Link+wurde+automatisch+als+defekt+markiert.+Bitte+prüfe+den+Link+gemäß+Anleitung+und+entferne+dann+diesen+Hinweis.
4. ↑  http://www.duisburg.info/theater/repertoire/0708/schauspiel/Schwarze_Jungfrauen.php@1@2Vorlage:Toter+Link/www.duisburg.info+(Seite+nicht+mehr+abrufbar,+festgestellt+im+Januar+2023.+Suche+in+Webarchiven) Datei:Pictogram+voting+info.svg Info:+Der+Link+wurde+automatisch+als+defekt+markiert.+Bitte+prüfe+den+Link+gemäß+Anleitung+und+entferne+dann+diesen+Hinweis.
5. ↑  http://www.come-on.de/kulturstart/00_20090506231204_quotSchwarze_Jungfrauen_IIquot_am_WLT_in_Castr.html@1@2Vorlage:Toter+Link/www.come-on.de+(Seite+nicht+mehr+abrufbar,+festgestellt+im+Mai+2019.+Suche+in+Webarchiven) Datei:Pictogram+voting+info.svg Info:+Der+Link+wurde+automatisch+als+defekt+markiert.+Bitte+prüfe+den+Link+gemäß+Anleitung+und+entferne+dann+diesen+Hinweis.
6. ↑  Rupert Joemann: Zum Nachdenken provozieren (Memento vom 24. September 2015 im Internet Archive) In: Westdeutsche Allgemeine Zeitung vom 23. April 2009